# Alice Comyn
Alice Comyn (Aberdeenshire, 1289 – 3 luglio 1349) fu una nobildonna di origine scoto-normanna e membro del Clan Cumming che supportò la famiglia Balliol nell'ascesa al trono di Scozia in contrapposizione al Clan Bruce. Alice era la nipote e sola erede di John Comyn e dopo la sua morte il titolo di Conte di Buchan venne reclamato da suo marito Enrico di Beaumont che lo chiese proprio in virtù dei diritti di Alice. La lunga lotta che si consumò attorno a questo contado fu fra le cause, molteplici in verità, che portarono alla Seconda guerra d'indipendenza scozzese. Alice fu la nonna di Bianca di Lancaster e quindi la bisnonna di Enrico IV d'Inghilterra.

## La vita
Alice nacque nell'Aberdeenshire nel 1298 da Alexander Comyn, Sceriffo di Aberdeen e Joan le Latimer nipote di Alexander Comyn, conte di Buchan (morto 1289), Alice aveva anche una sorella Margaret Comyn.
Suo nonno Alexander, che rivestì le cariche di Gran giustiziere e Connestabile per la Scozia, s'era sposato con Elizabeth Quincy, figlia di un nobile inglese Roger de Quincy, uno degli zii di Alice, sempre per parte di padre, era John Comyn, che aveva ereditato dal padre il titolo di Conte di Buchan. Questi si era sposato con Isabella MacDuff, ma il matrimonio non aveva prodotto figli, ne conseguiva che la sua erede era Alice anche se il titolo e le proprietà erano state confiscate alla famiglia già prima della morte di John avvenuta in Inghilterra dov'era scappato.
Poco prima del 1310 Alice sposò Enrico di Beaumont, un nobiluomo inestricabilmente legato all'Inghilterra, per la quale combatté durante le Guerre d'indipendenza scozzesi e agli occhi degli scozzesi Alice divenne a tutti gli effetti inglese tanto che gli scozzesi riconobbero alla sorella minore Margaret e non a lei il diritto a ereditare il contado di Buchan.
Dal matrimonio con Enrico nacquero dieci figli:
- Catherine de Beaumont (morta 11 novembre 1368)
- Elizabeth de Beaumont (morta 27 ottobre 1400)
- Richard de Beaumont
- John de Beaumont
- Thomas de Beaumont
- Alice de Beaumont
- Joan de Beaumont
- Beatrice de Beaumont
- John de Beaumont, II Signore di Beaumont (1318-14 aprile 1342), fu il primo marito di Eleonora di Lancaster, perse la vita in un torneo.
- Isabella di Beaumont (1320circa-1361), sposò Enrico di Lancaster.

Nell'aprile 1313 la zia acquisita Isabella MacDuff fu posta sotto la loro custodia dopo il rilascio dalla prigionia in cui era caduta a seguito del tradimento di un nobile scozzese che l'aveva consegnata agli inglesi. Per quattro anni era stata in prigione presso Berwick-upon-Tweed per volere di Edoardo I d'Inghilterra dopo che ella aveva proclamato re Roberto I di Scozia nel 1306 a Scone. Quindi era stata messa in convento per altri tre anni e quindi consegnata ai propri parenti acquisiti e di lei dopo quel momento si perdono le tracce.
I Beaumont si mantennero fedeli agli inglesi ed Enrico combatté con loro alla Battaglia di Bannockburn.
Fra il 1317 e il 1321 Alice ereditò le proprietà della sorella ed infine il 22 gennaio 1334 Enrico fu convocato al parlamento inglese quale conte di Buchan titolo che detenne fino alla morte avvenuta il 16 novembre 1339. Il 10 febbraio del 1334 Enrico sedette al parlamento scozzese per lo stesso contado e fu l'insistente tentativo di Enrico ad impadronirsi del contado di Buchan uno dei fattori scatentanti la Seconda guerra d'indipendenza scozzese che vide contrapposti in Scozia i Balliol, schierato con gli inglesi, contro il Clan Bruce.
Alice morì il 3 luglio 1349 dieci anni dopo il marito che era morto nei Paesi Bassi dove s'era recato per ordine di Edoardo III d'Inghilterra. Con la morte di Alice il contado di Buchan uscì dalle mani dei Comyn per finire in quelle degli Stuart.